# 达来诺日镇
达来诺日镇是中华人民共和国内蒙古自治区赤峰市克什克腾旗下辖的一个行政建制镇。

## 行政区划
达来诺日镇下辖以下地区：
达来诺日镇社区、哈登恩格尔嘎查、哈日浩舒嘎查、岗更嘎查、托力嘎查、罕达罕嘎查、巴彦珠日和嘎查和官地嘎查。